# Álvaro Rodríguez Echeverría
Álvaro Rodríguez Echeverría (San José, 1942) es un religioso católico costarricense. Desde el 2 de junio de 2000 hasta el 20 de mayo de 2014 fue el superior general de los Hermanos de las Escuelas Cristianas.
Luego de un año sabático, fue nombrado rector de la Universidad La Salle de Costa Rica, cargo que ocupa en la actualidad. Se graduó en el Colegio De La Salle de Panamá en 1959. Ingresó en el Instituto, Distrito de Centroamérica en 1959 e hizo la Profesión Perpetua el 31 de enero de 1968 en el Instituto Pedagógico de Varones de Diriamba. A lo largo de los años ha ejercido como profesor, director, visitador auxiliar, vicepresidente de la Región Latinoamérica Lasallista y visitador del Distrito de Centroamérica. En 1993 fue elegido vicario general y en 2000 superior general, cargo en el que fue reelegido en el 2007. Desde 2015 es el rector de la Universidad La Salle (Costa Rica). El 3 de agosto de 2018, en San José de Costa Rica, ante la Comunidad Lasallista, autoridades del Distrito Centroamérica y Panamá, representantes de la comunidad universitaria y sus familiares, festejó el 50° Aniversario de sus Votos Perpetuos. Fue el último superior general del Instituto de Hermanos de las Escuelas Cristianas.

## Estudios
- Universidad La Salle (México), Filosofía 1968-1972.
- Instituto San Pío X, Salamanca, Ciencias Religiosas 1961-1964.

## Destinos
- 1964-1967 Profesor, Colegio La Salle, Antigua, Guatemala.
- 1967-1968 Profesor, Aspirantado.
- 1968-1972 Profesor, Noviciado, México Sur.
- 1972-1974 Director, Instituto Indígena Santiago, Guatemala.
- 1975-1979 Director, Escolasticado y Noviciado, Guatemala.
- 1979-CIL Roma
- 1979-1981 Director, Escolasticado y Noviciado, Guatemala.
- 1981-1985 Visitador auxiliar, Distrito Centroamérica.
- 1981-1984 Vicepresidente RELAL.
- 1985-1992 Visitador, Distrito de Centroamérica.
- 1993-2000 Vicario general.
- 2000-2014 Superior general
- Desde 2015 Rector Universidad La Salle (Costa Rica)